# Мак-Гилль, Евгения Ивановна
Евгения Ивановна Мак-Гилль (собственно Джейн Мак-Гилл, англ. Jane MacGill, урождённая Хэсти (англ. Hastie); 1832—1918) — московская купчиха шотландского происхождения, потомственная почётная гражданка, вдова купца Романа Романовича (Роберта) Мак-Гилля (1824—1893), предпринимательница, общественный деятель и филантроп, с именем которой связаны несколько примечательных сооружений.

## Биография
Сестра Чарльза Хэсти (англ. Charles Hastie, 1845—1919), шотландца, проживавшего в Москве, одного из руководителей  британской общины города. 
После смерти мужа унаследовала значительное состояние и несколько промышленных предприятий, включая долю в капитале Высоковской мануфактуры в одноименном городе (совр. Клинский район Московской области). Тяжело переживая кончину супруга, приняла решение в память о нём жертвовать деньги на благотворительность. Еще её муж начал возводить в Москве (в Вознесенском переулке вблизи Большой Никитской улицы) англиканскую церковь святого Андрея. Джейн Мак-Гилл продолжила эти работы: в 1894 году был окончен дом для пастора прихода, на котором сохранилась сделанная по её приказу памятная табличка с надписью: «Built for Andrew Church in memory of Robert Mc Gill by his widow. A. D. 1894» (Построено для церкви святого Андрея в память о Роберте Мак-Гилле его вдовой. 1894). Церковь сохранилась и действует. 
В дальнейшем она финансировала строительство «Вдовьих и сиротских домов» Братолюбивого общества имени М. Л. и Т. А. Королёвых и Мак-Гилля в Лефортово (современный адрес: Госпитальная улица, 6, 10 (стр.1), 14). Здания Вдовьих и сиротских домов хорошо сохранились, но по первоначальному назначению не используются. 
Несколько позже Джейн Мак-Гилл основала в Москве пансион для английских и американских гувернанток (был открыт 31 октября 1904 года), ставший известным, как «Дом Святого Андрея» («St Andrew's House»). Ныне в надстроенном здании (современный адрес: Спиридоньевский переулок, дом 9) располагается отель «Марко Поло Пресня». 
При строительстве зданий на свои средства Джейн Мак-Гилл, как и её муж, сотрудничала с талантливыми архитекторами-британцами: Ричардом Фрименом (церковь Святого Андрея) и шотландцем Уильямом Валькоттом («Дом Святого Андрея»).

Перемещение дома Е. И. Мак-Гилль.

Евгении Ивановне в Москве принадлежал кирпичный дом, который первым в России был передвинут. Передвижение произошло в связи с расширением товарной станции Николаевской железной дороги. Новое двухэтажное здание разобрать не получалось, а сносить добротное строение было жалко. Русский инженер Осип Маркович Федорович, используя опыт коллег из Соединенных Штатов и собственные наработки, выполнил эту задачу в 1898 (по другим данным, в 1897) году. Деньги на передвижение здания выделила Евгения Ивановна Мак-Гилль. Передвинутый дом сохранился, но находится в неудовлетворительном состоянии.
- На Викискладе есть медиафайлы по теме передвинутый дом

Проживала Джейн Мак-Гилл в историческом квартале Воронцово поле, в восточном жилом флигеле городской усадьбы в стиле модерн, сегодня известной, как Городская усадьба Спиридова — Рюхардт. Этот флигель, по сути, представлял собой отдельный усадебный дом. 
Во время Первой мировой войны ею на свои средства был организован госпиталь, в котором лечились раненые на фронте солдаты. Также, в память о Романе Романовиче Мак-Гилле, в 1896 году при Товариществе «Высоковской мануфактуры», учредителем которого он являлся, она построила двухклассное училище (здание сохранилось, состояние его неудовлетворительное). 
Во время Октябрьской революции большевики разграбили дом Мак-Гилл, а её саму выгнали на улицу. Он скончалась в доме при англиканской церкви, некогда построенном на её средства, на руках у пастора в следующем, 1918 году.

## Здания в Москве, связанные с Джейн Мак-Гилл

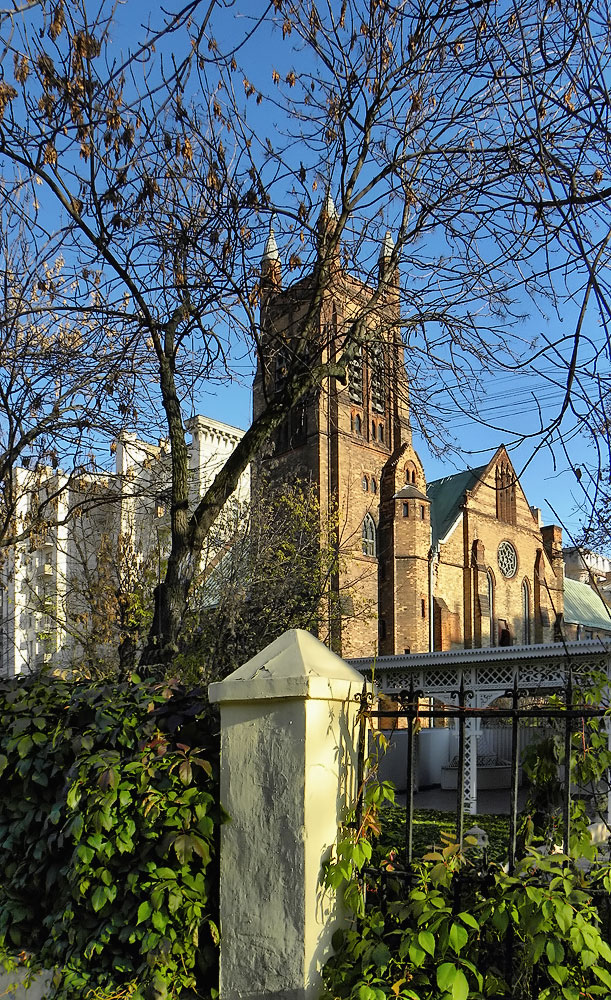
Англиканская церковь Святого Андрея.
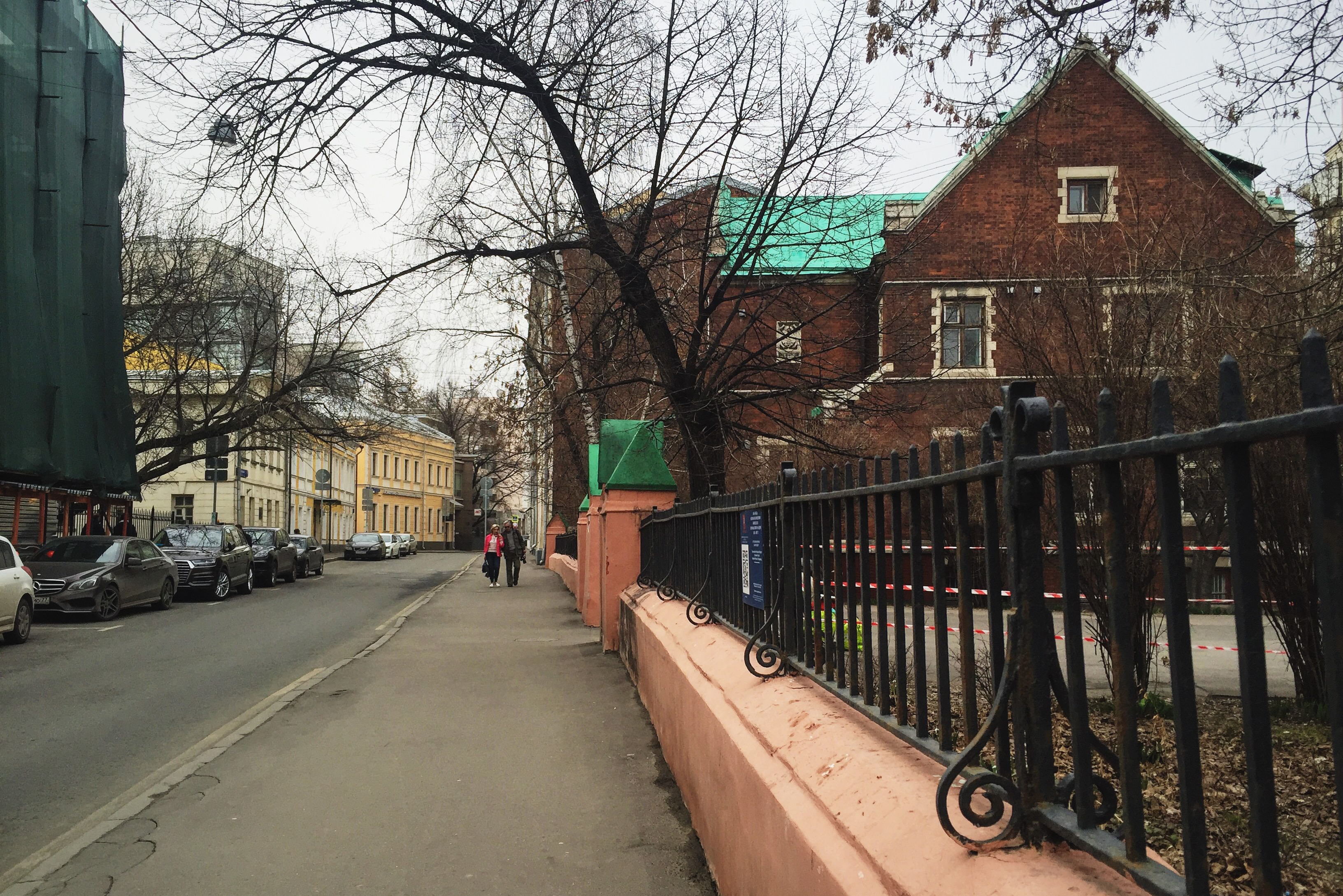
Дом пастора церкви Святого Андрея, построенный на средства Джейн МакГилл, где она скончалась.
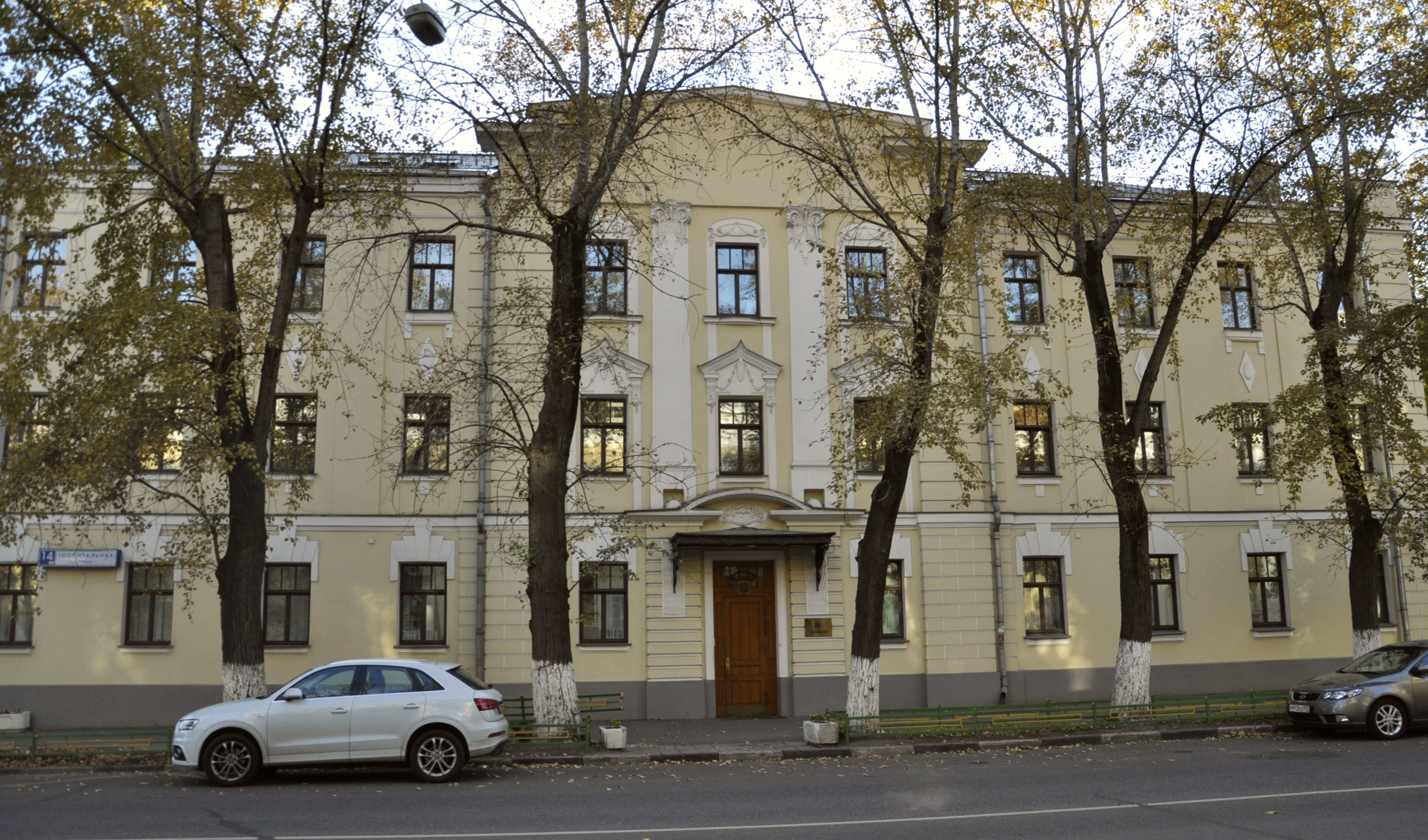
Здание в комплексе Вдовьих домов на улице Госпитальной.
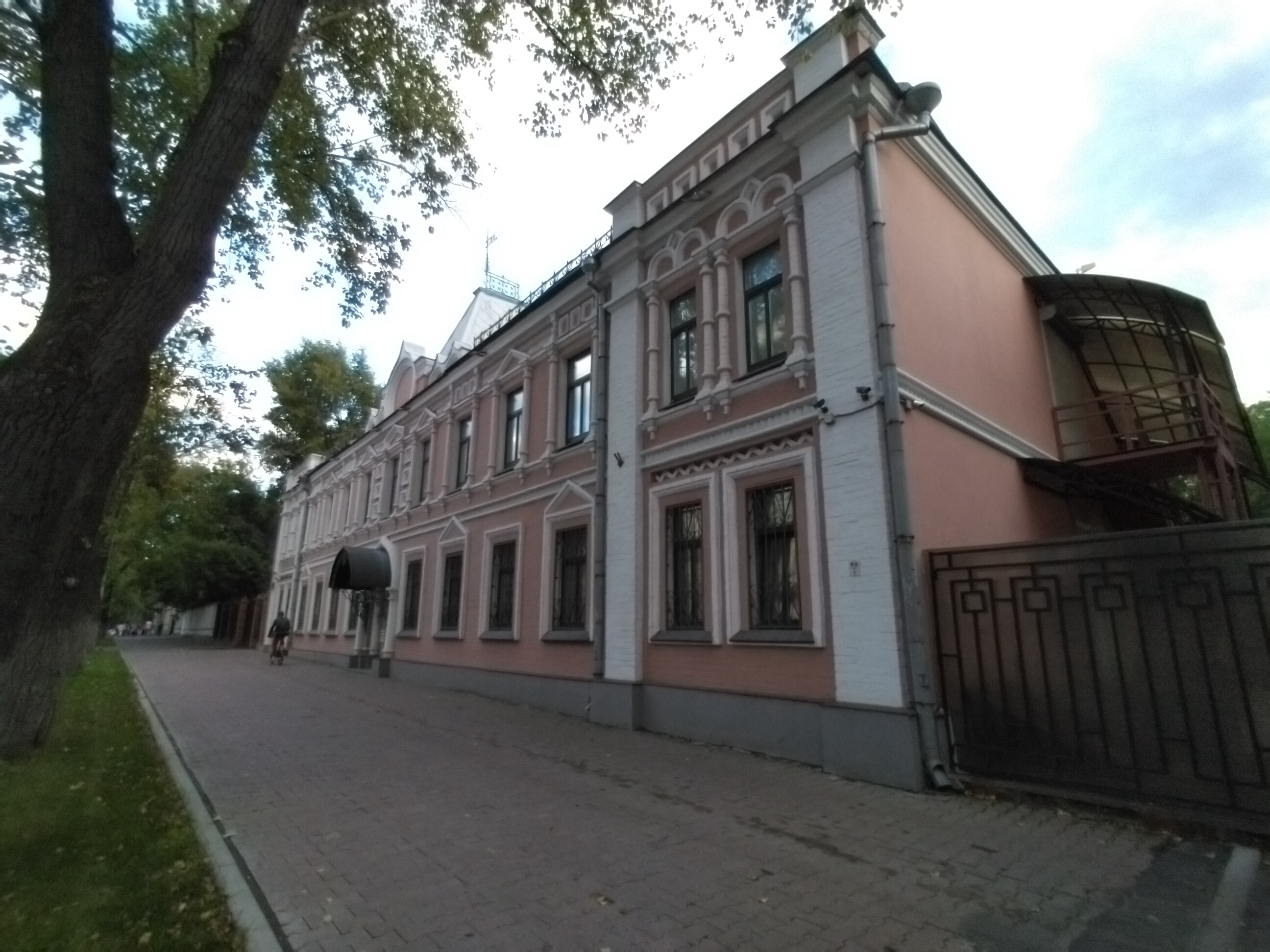
Здание в комплексе Вдовьих домов на улице Госпитальной.